# Панцирь-С1
Панцирь-С1/СМ (индекс ГРАУ — 96К6, на этапе разработки имел словесное название «Тунгуска-3», по кодификации НАТО — SA-22 Greyhound, с англ. — «борзая») — российский самоходный зенитный ракетно-пушечный комплекс (ЗРПК) наземного и морского базирования.
Комплекс был разработан рядом структур оборонно-промышленного комплекса СССР и России во главе с АО «Конструкторское бюро приборостроения». Предназначен для ближнего прикрытия гражданских и военных объектов (в том числе комплексов ПВО большой дальности) от всех современных и перспективных средств воздушного нападения. Также может осуществлять защиту обороняемого объекта от наземных и надводных угроз.
Работы по созданию комплекса были завершены в 1994 году, впервые он был продемонстрирован на МАКС-1995. В 2006 году начаты испытания на полигоне Капустин Яр современной модели комплекса на шасси КамАЗа. Испытания ЗРПК «Панцирь-С1» проходили в течение 2006—2007 годов на полигонах Капустин Яр и Ашулук в Астраханской области. Последняя известная модификация демонстрировалась на МАКС-2007. 4 ноября 2012 года распоряжением правительства РФ ЗРПК «Панцирь-С1» принят на вооружение ВС России.
В 2015 году принят на вооружение новый комплекс «Панцирь-С2» с улучшенными характеристиками.
В 2016 году закончена разработка модификации комплекса «Панцирь-СМ», в котором за счёт применения вновь разработанной многофункциональной станции прицеливания дальность поражения целей увеличена до 40 км. В дальнейшем дальность планируется увеличить до 60 км
В 2024 году 3 января Ростех заявил о том, что завершает испытания новой гусеничной версии и уже 13 мая на полигоне Капустин Яр появились первые кадры с применением «Панцирь-СМ-СВ».
12 августа 2024 года холдинг «Высокоточные комплексы» представил «Панцирь-СМД-Е» — новый ЗРК для защиты промышленных и административных объектов от массированных атак беспилотников. Он может нести до 48 ракет ближнего действия или 12 стандартных ракет.

## История создания
Задействованные структуры
В разработке и производстве боевых и учебных средств комплекса «Панцирь-С1» были задействованы следующие структуры:
- комплекс в целом — АО «КБП», г. Тула Тульской обл. (разработка);[16]
- бортовая аппаратура комплекса — ФГУП «НИИФП им. Ф. В. Лукина», г. Зеленоград, Москва. (разработка);[17]
- боевое отделение — ОАО «АК «Туламашзавод им. Рябикова», г. Тула Тульской обл. (производство);[18]
- приводы — ГУП «ВНИИ «Сигнал», г. Ковров Владимирской обл. (разработка);[19] ОАО «ПО «Завод им. А. В. Ухтомского», г. Люберцы Московской обл. (производство);[20]
- радиолокационная станция обнаружения целей — ОАО «Всероссийский НИИ радиотехники», г. Москва (разработка);
- радиолокационная станция сопровождения целей — ФГУП «Ордена Трудового Красного Знамени НИИ радио», г. Москва (разработка);[21]
- полупроводниковые СВЧ-приборы для радиолокационной аппаратуры — ОАО «Объединение «Светлана», г. Санкт-Петербург (разработка/производство)[22][23].
- радиолокационная станция сопровождения целей — АО «НПП "Пульсар", г. Москва (разработка/производство)

## Обзор
«Панцирь-С1» представляет собой зенитный ракетно-пушечный комплекс малой дальности, размещаемый на гусеничном шасси, колёсном шасси грузовика, прицепа или устанавливаемый стационарно. Управление ведут два или три оператора. Противовоздушная оборона осуществляется автоматическими пушками и управляемыми ракетами с радиокомандным наведением с инфракрасным и радиолокационным слежением. Комплекс предназначен для защиты малоразмерных объектов от средств воздушного нападения (как пилотируемых, так и беспилотных). Кроме того, комплекс способен вести борьбу с легкобронированными наземными целями, а также живой силой противника.
Особенность комплекса «Панцирь-С1» состоит в совмещении многоканальной системы захвата и сопровождения целей с ракетно-артиллерийским вооружением, создающим непрерывную зону перехвата цели по высоте от 0 м (минимальная) и по дальности от 200 м (минимальная). Досягаемость по высоте — 15 км, по дальности — 20 км, даже без внешней поддержки.
Время реакции комплекса 4—6 секунд; 1,5 секунды между пусками ракет, как и захватами целей системой.
Количество одновременно обстреливаемых целей в ±45° — четыре, в ±90° — две. Максимальная скорость захвата равна 10 целям в минуту.
Наименьшая ЭПР для комплекса 2—3 см². Это позволяет фиксировать малоразмерные разведывательные БПЛА ближнего действия.
В 2014 году в рамках учений подтверждена возможность уничтожать комплексом, работающим в движении, цель со скоростью 1000 м/с.
Модульный принцип позволяет размещать систему на любом шасси, в том числе на гусеничном.
Стоимость
По данным известных контрактов, цена одного ЗРПК «Панцирь-С1» при экспортных поставках составляет от 13,15 до 14,67 миллионов долларов США.
Существует упрощённая и удешевлённая версия «Панцирь-С1» для экспорта, содержащая только оптико-электронную систему управления огнём.

### Работа комплекса
До 6 машин «Панцирь-С1» могут совместно работать через цифровую сеть связи в различных режимах.
- Одиночные боевые действия: все действия, начиная от обнаружения цели до её перехвата, полностью выполняются единственным комплексом без привлечения других средств.
- Боевые действия в составе батареи: один «Панцирь-С1» работает как боевая машина и одновременно как командный пункт. От 3 до 5 «Панцирей» могут быть подключены к нему и получать целеуказания для последующего выполнения задачи.
- Боевые действия с командным пунктом: командный пункт посылает целеуказания на установки «Панцирь-С1» для последующего выполнения задачи.
- Боевые действия в составе батареи с командным пунктом и РЛС раннего предупреждения (собственная РЛС раннего предупреждения высокомобильная 1РЛ123[30][31]): командный пункт получает воздушную обстановку от РЛС раннего предупреждения и отсылает целеуказания на установки «Панцирь-С1» для последующего выполнения задачи.
- Может работать в автоматическом режиме как в отдельной боевой единице, так и в составе подразделения — до 6 машин в батарее[26].

## Конструкция

### Локационная система
3 локатора:
- радар раннего обнаружения и целеуказания типа ФАР (дм-диапазон), по азимуту — 360[2] град, по вертикали — согласно применяемому режиму;
- радары сопровождения и наведения: поле зрения (см-диапазон)[32] — горизонталь 0—60° или 26—82° (2 режима)[2]. Миллиметровый диапазон — совместно. По азимуту ±45° и за счёт вращения круговой обзор;
- поле зрения пассивного оптического локатора в составе радаров сопровождения и наведения 1,8° × 2,7°[33]. Вертикаль — от −5° до +82° с учётом движения радара. Скорость наведения максимальная — не менее 100°/с.

### Система обнаружения, сопровождения и управления огнём
Система управления огнём комплекса «Панцирь-С1» включает РЛС (на основе ФАР) обнаружения и РЛС сопровождения. Эти радары сопровождают как цели, так и ракеты земля-воздух, запускаемые комплексом.
Радиолокационная станция 1РС1-1Е обнаружения целей дм-диапазона создана во ВНИИРТ. Для целей с эффективной площадью рассеяния 2 м² дальность обнаружения равна 32—36 км. Наибольшая дальность обнаружения — 80 км.
Кроме радара система управления огнём также содержит оптико-электронный комплекс с длинноволновым приёмником излучения (инфракрасный пеленгатор), а также осуществляет цифровую обработку сигналов и автоматическое сопровождение цели. Вся система может работать полностью автоматически.
РЛС 1РС2-Е «Шлем». Основа станции — двухдиапазонная РЛС (см+мм), обеспечивающая работу ЗРПК (в том числе и в движении) по широкому классу целей — самолётам, вертолётам (в том числе находящимся в режиме «висения»), дистанционно-пилотируемым летательным аппаратам (ДПЛА), высокоточному оружию, подвижным наземным объектам. Локатор миллиметрового диапазона обеспечивает обнаружение и поражение целей с ЭПР 0,1 м² на дальности 20 км. Захват цели с ЭПР 2 м² обеспечивается всей РЛС на дальности 30 км. Наибольшая дальность — 36 км.
ОЭС служит и для обнаружения целей, и для их сопровождения и наведения ракет в оптическом и тепловом диапазоне частот. ОЭС сопровождает цель, используя ИК-диапазон 3—5 мкм, что обеспечивает круглосуточное использование ракетного вооружения в оптическом режиме работы. Дальность автосопровождения (при дальности метеовидимости 10 км) составляет: самолёта F-16 — 17—26 км; ПРР HARM — 13—15 км. Только ОЭС служит для стрельбы по морским и наземным целям.
Два независимых средства наведения: радар и оптико-электронная система — позволяют осуществлять захват четырёх целей одновременно.
Время реакции комплекса — 4—6 секунд. Сектор работы для ОЭС от −5° до +82° по вертикали, с учётом значительной физической высоты расположения прицельного комплекса ОЭС это расширяет поле для раннего обнаружения сверхмаловысотных, морских и наземных целей.
Для обеспечения помехозащищённости система связи меняет частоту 3500 скачков/с по псевдослучайному закону в широком диапазоне.
Учитывая опыт боевого применения, в том числе азербайджано-армянский конфликт, система обнаружения цели была доработана для обнаружения низкоскоростных малогабаритных БПЛА.

### Ракета
Официальные данные разработчика: ракета высокоманёвренная, с малым временем разгонного участка, малым снижением скорости за счёт бикалиберной схемы (разгонный блок отстреливается, и калибр ракеты резко уменьшается, что снижает потери на аэродинамическое сопротивление), миниатюрная электроника, взрыватель контактный и неконтактный.
Ракета 57Э6Е, экспортная 57Э6-Е (обе: высота 15 км, дальность 20 км, до 2006 года — до 18 км по дальности) и 9М335 (высота 8 км, дальность 12 км). С 2010 года принят на вооружение вариант с 57Э6Е (высота поражения в 10 км была до этого года, однако, нет точных данных, в каком году). Минимальная высота цели для ракеты 15 м, радиус срабатывания неконтактного взрывателя 7—9 м. Для прежнего варианта обеспечивалась для цели типа самолёта тактической авиации, включая малозаметные, движущиеся с скоростью 500 м/с и идущие на высоте 10 км.
Ракета хранится без проверок — 15 лет.
Ракета обеспечивает поражение целей с ЭПР 0,1—0,3 кв. метра на дальности 20 км и эффективное поражение всех типов перспективных средств воздушного нападения, в первую очередь, высокоточного оружия со скоростями полёта до 1000 м/с и минимальной эффективной отражающей поверхностью (ЭОП) 0,03—0,06 м², с вероятностью не менее 0,7 одной ракетой.
К 2017 году будет[обновить данные] завершена разработка «Панцирь-СМ» с возможностью эффективного поражения баллистических целей.
Учитывая опыт поражения «Панцирей» в локальных конфликтах, ракетное вооружение дополнено транспортно-пусковым контейнером (устанавливаемым на место обычного штатного) с 4 ракетами малого радиуса действия («миниатюрными», БП ТКБ-1055 с дальностью поражения до 7 км) для борьбы с малогабаритными дронами-камикадзе, в том числе малоскоростными и барражирующими. Что также позволяет при замене всех контейнеров, при необходимости, то есть угрозе массированного применения таких БПЛА, увеличить боекомплект одной пусковой установки до 48 таких ракет. Ракеты не снабжены головками самонаведения.

### Пушечное вооружение
Первоначально, в 2005 году устанавливались 2 автоматические 30-мм пушки 2А72. В последующем заменены на 2 спаренные 30-мм зенитные 2А38М.

## Модификации
- Роман — 1994 год. Прототип, выполнен на шасси Урал-5323-20[50].
- ЗПРК 96К6 — 2005 год. Серийный вариант, выполненный на шасси КамАЗ-6560.
- Панцирь-С1-О — 2005 год. Вооружение: 2×1 30-мм 2А72, 2×4 57Э6Е. С оптической системой управления вооружением (с одноцелевым каналом). Отсутствует РЛС сопровождения.
- Панцирь-С1Э — модификация для экспортного назначения, выполненный на шасси MAN SX45. Использовано оборудование иностранного изготовления. ЗУР — 9М311.
- Панцирь-2Э — 2006 год. Специальная модель для экспортного назначения. РЛС сопровождения с улучшенными параметрами.
- Панцирь-С1 — 2006 год. Вооружение: 2× двуствольные 30-мм 2А38М, 2×6 57Э6Е. С РЛС сопровождения с 4-целевым каналом, зона захвата цели по дальности — 0,2—20 км, по высоте — 0—15 км.
- Панцирь-С1 (БМ 72В6Е) — модификация комплекса, выполненная на шасси БАЗ-6909-019[51]
- Панцирь-С2 — модернизированный комплекс для ВС РФ, на вооружении[52].
- Панцирь-СА — арктическая модификация на базе двухзвенного гусеничного транспортёра ДТ-30. Впервые представлен был широкой публике на военном параде Победы на Красной площади 9 мая 2017 г.[53][54]. В отличие от базовой модели отсутствует зенитная пушка, увеличено количество ракет с 12 до 18 и модернизирована станция обнаружения целей[55]
- Панцирь-СМ — модификация, в которой за счёт применения вновь разработанной многофункциональной станции наведения (РЛС с АФАР), дальность поражения целей увеличена до 40 км, дальность обнаружения — 75 км[12][42].
  - Панцирь-С1М — экспортная версия «Панцирь-СМ»[56][57].
- Панцирь-СМ-СВ — модификации на гусеничном шасси для Сухопутных и Воздушно-десантных войск. Комплекс будет обладать увеличенной зоной поражения и иметь два типа зенитных управляемых ракет[58].
- Панцирь-СМ-ТБМ — модификация с увеличенным количеством ракет с 12 до 24, с комплекса сняты зенитные пушки, а так же РЛС обнаружения. Обнаружение будет осуществляться с других машин в батарее или с командных пунктов [59], наведение же может осуществляться так же с самой машины при использовании встроенной РЛС и ОЭС.
- Панцирь-СМД-Е — модификация сверхмалой дальности, в которой штатные ракеты на 20 км могут заменяться на полный набор из 48 ракет БП ТКБ-1055 на 7(8) км. Так же у этой версии отсутствуют зенитные автоматы 2А38М, за счёт этого установка стала компактнее и мобильнее.[60]

Морские варианты:
- Панцирь-М — морской вариант ЗРПК «Панцирь-С»[61], в нём содержится 8 готовых ракет + 32 в запасе, две 30-мм пушки ГШ-6-30. С июля 2015 года предполагалось начать серийное производство[62]. В августе 2015 года размещён заказ на первые три комплекса[62]; 30 апреля 2018 года спущен на воду первый МРК «Одинцово» (проект 22800), оснащённый комплексом[63]; в ноябре 2020 года он завершил государственные испытания[64]. Первые «Панцирь-М» были получены в октябре 2022 года[65].
- Панцирь-МЕ — 2015 год. Вооружение: 8 готовых ракет + 32 в запасе, две 30-мм пушки ГШ-6-30. Комплекс должен заменить «Каштан», и под него будут изменены некоторые корабли. Предлагается на экспорт[66].

### Шасси
| Индекс шасси          | КамАЗ-6560     | ГМ352М1Е                                     | БАЗ-6309 «Вощина-1» | MAN SX45       | МЗКТ-7930 (проект) | ДТ-30ПМ                                      | КамАЗ-53958    |
| --------------------- | -------------- | -------------------------------------------- | ------------------- | -------------- | ------------------ | -------------------------------------------- | -------------- |
| Внешний вид           |                |                                              |                     |                |                    |                                              |                |
| Колёсная формула      | 8×8            | гусеничный                                   | 8×8                 | 8×8            | 8×8                | гусеничный                                   | 8×8            |
| Максимальная скорость | 90 км/ч        | 70 км/ч                                      | 70 км/ч             | 90 км/ч        |                    | 45 км/ч                                      | 90 км/ч        |
| Бронирование          | противопульное | защита от снарядов малокалиберной артиллерии | противопульное      | противопульное | противопульное     | защита от снарядов малокалиберной артиллерии | противопульное |
| Запас хода            | 500 км         | 600 км                                       |                     |                |                    |                                              | 1200 км        |

## Критика и недостатки
Военный эксперт Виктор Мураховский подверг критике работу комплекса в боевой обстановке в Сирии:

В Сирии выяснилось, что «Панцирь» практически «не видит» малоскоростные и малоразмерные цели, к которым относятся военные БПЛА. При этом комплекс регулярно фиксировал ложные цели — летающих вокруг базы крупных птиц, чем сбивал с толку операторов.
— 
Позднее Виктор Мураховский заявил, что комплекс показал серьёзные недостатки и изъяны, прикрывая от воздушных атак авиабазу Хмеймим в Сирии. По его словам, эффективность «Панциря» составила всего 19 %, в отличие от него, эффективность ЗРК Тор-М2 составляла 80 %.
К недостаткам относится наличие мёртвой воронки в верхней полусфере, длительность приведения в боевое состояние.
Эффективность комплекса зависит от тактики его применения, которое, в частности, малоэффективно при одиночном размещении пусковых установок, а не в составе полноценного комплекса.

## На вооружении
- Алжир — 38 комплексов Панцирь-С1Э и 750 ЗУР 9М331 поставлено в период с 2012 по 2014 годы, комплексы заказаны у России в 2006 году по контракту общей суммой более 500 млн долл[75][76][35]. Все 38 ЗРПК были боеспособны по состоянию на 2023 год.[77]
- Ирак — 24 Панцирь-С1Э, по состоянию на 2023 год.[78] 8 комплексов и 200 единиц 9М331 поставлены из России в 2014 году, ещё 12 ЗРПК в 2016 и последние 4 прибыли примерно в 2018 году. Подписанный в 2012 году с Ираком контракт на сумму 4,2 млрд долларов предусматривал поставку 24 комплексов и 1200 ракет 9М331 к ним[79][75].
- Ливия
  - ЛНА — в 2019 году у войск, подчиняющихся фельдмаршалу Хафтару, замечен зенитный ракетно-пушечный комплекс Панцирь-С1[80]. Основываясь на фотографиях комплекса размещенных на шасси MAN SX45, журналистами делается вывод, что техника прибыла в эту «горячую точку» из Объединенных Арабских Эмиратов.
- ОАЭ — 42 единицы Панцирь-С1, по состоянию на 2023 год.[81] 50 комплексов Панцирь-С1Э и 1000 единиц 9М311 поставлены из России в период с 2009 по 2013 год (первоначально, первая поставка планировалась на 2003 год). Сумма контракта составила 800 млн $ (включая частичное финансирование разработки)[75].
- Россия:
  - ВКС России — 50 единиц Панцирь-С1 по состоянию на 2024 год[82]
  - ВМФ РФ — 30 единиц 96К6 по состоянию на 2024 год[83],
  - СВ РФ — некоторое количество Панцирь-СМ-СВ.
- Саудовская Аравия — в 2021 году 39 комплексов Панцирь-С1 и Панцирь-С1М было заказано в рамках пакета различной военной техники общей стоимостью $2,3 млрд[84]. Первая поставка осуществлена осенью 2024 года.
- Сирия — 36 комплексов 96К6 и 700 единиц 9М311 поставлено из России в период с 2008 по 2011 год. Снабжение осуществляется в рамках контракта 2006 года, который предусматривает поставку до 50 комплексов 96К6[75].
- Сербия — 6 единиц Панцирь-С1 по состоянию на 2024 год[85].
- КНДР — Некоторое количество Панцирь-МЕ[86]
- Судан — 1 комплекс Панцирь-С1Э был передан антиправительственным войскам из ОАЭ и использовался в ходе гражданской войны в стране[87].
- Экваториальная Гвинея — в августе 2017 года[88] подписан контракт на поставку двух комплексов «Панцирь-С1», боеприпасов и средств материально-технического обеспечения к ним[89].
- Эфиопия — около 6 единиц Панцирь-С1 по состоянию на 2023 год. [90]

### Несостоявшиеся поставки
- Бразилия: В феврале 2013 года подписано соглашение о намерении закупить несколько батарей «Панцирь-С1» (от 12 до 18 комплексов)[91], первые поставки ожидались предположительно в 2016 году[75]. Общая стоимость составляла 2,52 млрд бразильских реалов, из них сами ЗРПК 1,8 млрд[92]. Подписание контракта отложено на 2016 год из-за политического и экономического кризиса[93]. В июне 2017 посол Бразилии заявил что «бюджетные трудности пока не позволяют закупить эту технику»[94].
- Вьетнам: В 2014 году 1 комплекс «Панцирь-С1» проходил испытания у ВВС и Войск ПВО Вьетнама.
- Иордания: В 2007 году «Панцирь-С1» были получены для сравнительных испытаний. Всего планировалось приобрести до 70 комплексов. В конечном счёте в 2012 году выбор был сделан в пользу Patriot[95].

### Развёрнуты
- Шесть ЗРПК поступили на вооружение подразделений противовоздушной обороны Восточного военного округа на Камчатке[96].
- Дивизион самоходных ЗРПК «Панцирь-С2» поступил в в/ч под Владивостоком[97].
- 1 батарея ЗРПК «Панцирь» ВКС России развёрнута в сентябре 2015 года для охраны авиабазы в Латакии (Сирия)[98].

## Изображения
- Гусеничный ЗРПК «Панцирь-С1» на международном форуме «Технологии в машиностроении» в 2012 году

- Радиолокационная станция обнаружения 1РЛ-123Е и батарейный пункт управления для ЗРПК «Панцирь-С1»

## Боевое применение
В 2014 году, по сообщениям российских СМИ, комплексами «Панцирь», размещёнными в Крыму, неоднократно сбивались беспилотные летательные аппараты, залетавшие со стороны Украины.
Война в Донбассе
Переданный из России Панцирь-С1 использовался пророссийскими сепаратистами в ходе войны в Донбассе. В 2014 и 2015 году Панцирь-С1 был зафиксирован на фотографиях и видео в Луганске и Макеевке. Эксперты аналитических центров сообщали о присутствии комплексов «Панцирь-С1» на неподконтрольных украинским властям территориях, в частности, в городе Луганск и об их применении в боевых действиях. 19 февраля 2015 года аналитики ARES сообщили что «на момент публикации отчёта (2014 года) не было подтверждённых наблюдений системы „Панцирь-С1“. На снимках, размещённых в сети в середине декабря, показаны российские системы „Панцирь-С1“, лишённые маркировки и номерных знаков, в российском городе Каменск-Шахтинский недалеко от границы с Украиной». Наличие Панцирь-С1 на подконтрольных сепаратистам территориях журналистами  рассматривалось как одно из доказательств участия России в войне на Донбассе.
Вторжение в Йемен
В апреле 2017 года военные ОАЭ из состава объединённой арабской группировки сил в Йемене по ошибке сбили саудовский вертолёт Sikorsky UH-60 Black Hawk, применив комплекс «Панцирь-С1», было убито 12 саудовских военных.
Гражданская война в Сирии
По сведениям, публикуемым в открытой прессе, и по заявлениям военных, комплексы «Панцирь С-1» неоднократно применялись в Сирии. Так, в начале октября 2017 года сообщалось об уничтожении российским комплексом «Панцирь» двух ракет РСЗО «Град», запущенных ИГ. В декабре 2017 года при помощи комплекса «Панцирь-С1» были отражены две ракетные атаки по российской авиабазе Хмеймим в Сирии. В конце декабря 2017 года министр обороны РФ Сергей Шойгу заявил, что за всё время присутствия контингента ВС РФ в Сирии при помощи ЗРПК «Панцирь С-1» были уничтожены 54 ракеты РСЗО и 16 беспилотных летательных аппаратов; позднее Минобороны России показало сбитые в Сирии беспилотники, в том числе уничтоженные при помощи «Панцирь-С1».
В ночь на 14 апреля 2018 года сирийские ПВО использовали комплексы «Панцирь-С1» для отражения ракетного удара США и их союзников по объектам в Сирии. Согласно официальным данным министерства обороны России, всего США и их союзниками были применены 103 крылатые ракеты, из которых сирийскими средствами ПВО была перехвачена 71 крылатая ракета. При отражении этого удара задействованные (помимо С-125, С-200, «Бук», «Квадрат», «Оса», «Стрела-10») «Панцирь-С1» поразили 23 цели из 25. Согласно официальным заявлениям министерства обороны США, ни одна из ракет не была сбита, а большинство пусков зенитных ракет было произведено сирийцами уже после того, как крылатые ракеты достигли цели.
10 мая 2018 года один сирийский комплекс «Панцирь-С1», находившийся вне боевой готовности, был поражён прямым попаданием израильской ракеты Spike NLOS, в ходе ударов Израиля по объектам Сирии. По опубликованным позднее фото повреждённой машины эксперты отмечают незначительные повреждения и её ремонтопригодность.
21 января 2019 года пресс-службой ЦАХАЛ была опубликована видеозапись удара по сирийской батарее ПВО, в ходе удара израильтян по окрестностям Дамаска, в результате чего дроном-снарядом Skystriker был поражён комплекс «Панцирь».
Во время турецкой операции «Весенний щит» (весна 2020) было заявлено об уничтожении турецкими беспилотниками 8 ед. ЗРПК «Панцирь»; утверждение оспаривается (согласно утверждению Минобороны России, в идлибской зоне находилось всего четыре таких ЗРПК, два из них получили повреждения в результате авиаудара).
В декабре 2024 года ВВС Израиля заявили, что авиаударами были уничтожены 80 % сирийских систем «Панцирь С-1».
Гражданская война в Ливии
По сообщению Ливийской Национальной Армии (ЛНА) 5 июля 2019 года комплексом «Панцирь-С1» принадлежащим Ливийской национальной армии был сбит боевой самолёт Правительства национального согласия (ЛНА вначале заявили что это был МиГ-23УБ, однако ПНС потом подтвердило от огня «Панциря» потерю самолёта L-39).
В январе 2021 года британская The Times сообщила, что США похитили в Ливии грузовик с ракетной установкой «Панцирь С-1» российского производства. Установку перевезли на базу Рамштайн на юго-западе Германии.
В марте 2021 года в прессе появились результаты расследования американского военного корреспондента Джефф Яворски, первоначально опубликованные изданием Soha Military. Согласно его данным российскими ЗРПК «Панцирь-С1» сбиты 47 турецких беспилотников Bayraktar TB2 на сумму 245 миллионов долларов США. Потери «Панцирь-С1» составили 9 единиц на сумму 118 миллионов долларов. По утвержденю Яворски, в данном случае речь идет только о документально подтвержденных случаях — на самом же деле сбитых Bayraktar могло быть еще больше. Незадолго до этого журнал National Interest назвал «Панцирь-С1» идеальным оружием для отражения атак беспилотников.
Одним из промежуточных итогов проводимой Правительством национального согласия военной операции «Вулкан гнева» стало уничтожение девяти зенитных ракетно-пушечных комплексов «Панцирь».
Вторжение России на Украину
Применяется российской стороной. Зафиксировано уничтожение «Панцирь-С1» с помощью Bayraktar TB2.

## Зарубежные аналоги
- FK-1000 — китайский ЗРПК